# Temporada 2000 del Rally Mobil
La temporada 2000 del Rally Mobil fue la primera edición del nuevo Campeonato Chileno de Rally, comenzó el 26 de mayo y finalizó el 17 de diciembre. Contó con un total de 7 fechas, una de ellas con puntaje doble. 
Las categorías participantes fueron la N-2 (vehículos de tracción simple hasta 1600 c.c.) y el debut de la N-4 (vehículos hasta 2000 c.c. con tracción integral), conformada esta última solo por los Subaru Impreza WRX. 
La categoría N-4 se definió en la última fecha a favor del piloto de San Felipe, Rolando Biénzobas, quien en el último prime logró arrebatarle el título al campeón defensor, José Antonio Celsi; el tercer lugar fue para Ronald Küpfer.
En tanto, en la categoría N-2 los laureles se los llevó el piloto viñamarino Luis Ignacio Rosselot, quien se impuso de forma invicta en todas las fechas en las cuales participó, salvo una, en la cual estuvo ausente, ya que asistió a Brasil a participar en el campeonato sudamericano de Rally categoría A-6; pero el triunfo quedó en familia, ya que su hermano Gerardo Rosselot se impuso en la fecha en la cual Luis Ignacio estuvo ausente.[cita requerida]

## Participantes
Categoría N-4
| N.º | Piloto             | Navegante        | Auto               | Prodecente de | Equipo                                                                                      |
| --- | ------------------ | ---------------- | ------------------ | ------------- | ------------------------------------------------------------------------------------------- |
| 1   | José Antonio Celsi | Jaime Rojas      | Subaru Impreza WRX | Isla de Maipo | Automotriz Portillo - Autobahn - Viña Santa Ema - Enova                                     |
| 2   | Javier Fernánndez  | Marcelo Yáñez    | Subaru Impreza WRX | Puerto Montt  | Autovald - Distribuidora Rabie - Cera Kit - Zuko - Vizzio - Elite - Confort - Shampoo Linic |
| 3   | Dino Inoccenti     | Enzo Inoccenti   | Subaru Impreza WRX | Concepción    | Mobil - Serfocol - Riosan - Inoccenti y Cia. Ltda.                                          |
| 7   | Rolando Bienzobas  | Manuel Jaurena   | Subaru Impreza WRX | San Felipe    | Sony - Autojeda - Banco Santander - Tocornal Autos                                          |
| 9   | Daniel Mas         | Macarena Pizarro | Subaru Impreza WRX | La Serena     | Ecomac - Concreces - Pirelli - La Florida Rent a Car - Glasurit                             |
| 11  | Sandro Peppi       | Rafael Salas     | Subaru Impreza WRX | Los Andes     | Automotora Arauco - Xplod - Banco Santander                                                 |
| 31  | Ronald Küpfer      | Gabriel Benoit   | Subaru Impreza WRX | Santiago      | Automotora Suiza - Bellsouth - Servisuiza - Avant Airlines                                  |

Categoría N-2
| N.º | Piloto                 | Navegante           | Auto                 | Prodecente de | Equipo                                                                           |
| --- | ---------------------- | ------------------- | -------------------- | ------------- | -------------------------------------------------------------------------------- |
| 4   | Fernando Cosmelli      | Simón Cosmelli      | Chevrolet Corsa      | Puerto Montt  | Davis Autos - Goodyear - GMAC - Diario El Metropolitano - Covalco - Full Ekipo   |
| 5   | Alberto Inoccenti      | Giovanni Inoccenti  | Mitsubishi Lancer    | Concepción    | Serfocol - Inoccenti y Cia. Ltda.                                                |
| 6   | Luis Ignacio Rosselot  | Manuel Erazo        | Mitsubishi Lancer    | Viña del Mar  | 123 Entel - Automotriz Rosselot - Diario Estrategia - Mobil - Garage Elja        |
| 10  | Ernesto Rojas          | Gastón Riesco       | Protón Persona       | Santiago      | Aplicadora Nacional - Carrocerías Induvan - Aseguradora Magallanes               |
| 12  | Gerardo Rosselot       | Javier Acevedo      | Mitsubishi Lancer    | Viña del Mar  | 123 Entel - Automotriz Rosselot - Diario Estrategia - Mobil - Garage Elja        |
| 13  | Eduardo Aguirre        | Eduardo Aguirre Jr. | Daewoo Lanos         | Santiago      | Adecco                                                                           |
| 14  | Carlos Francisco Pérez | Rodrigo Chacon      | Volkswagen Gol II    | Ovalle        | Volkswagen - Peroé Jeans - Car Fran                                              |
| 15  | Mauricio Abufón        | Carlos Peña         | Volkswagen Gol II    | San Felipe    | Volkswagen - Peroé Jeans                                                         |
| 16  | Luis Westermeier       | Sergio Hecheleitner | Volkswagen Gol II    | Puerto Montt  | Volkswagen - Peroé Jeans - Cecinas Braunau                                       |
| 17  | Paulo Otero            | Osvaldo Acuña       | Mitsubishi Colt V    | Santiago      | Mitsubishi - Scania Serie 4                                                      |
| 18  | Alberto Serrano        | Marcos Veroni       | Chevrolet Corsa      | Chillán       | Mobil                                                                            |
| 19  | Claudio Valdivia       | Eduardo Frene       | Peugeot 206          | Puerto Montt  | Distribuidora Rabie - Valservice - Néctar Yuz - Drive - Simply Color - Technicar |
| 20  | Ricardo Concha         | Iván Alexis Silva   | Mitsubishi Lancer    | Santiago      | Mitsubishi - Scania Serie 4                                                      |
| 21  | Juan Pablo Silva       | Arturo Mendoza      | Toyota Corolla Sedan | Santiago      | Rentatel                                                                         |
| 22  | Ricardo Infante Jr.    | Nicolás Irarrazaval | Toyota Yaris         | Santiago      | Motorola - Bridgestone/Firestone - Toyota Credit - Aseguradora Magallanes        |
| 23  | Eduardo Moya           | Leonardo Henríquez  | Toyota Yaris         | Santiago      | Motorola - Bridgestone/Firestone - Toyota Credit - Aseguradora Magallanes        |
| 24  | Nelson Ayala           | Jaime Molina        | Toyota Tercel        | Santiago      |                                                                                  |
| 25  | Horacio López          | Claudia Romero      | Mazda Artis Sedán    | Santiago      | Rentatel                                                                         |
| 27  | Guillermo Portales     | Gonzalo De Pablo    | Chevrolet Corsa      | Santiago      | Davis Autos - Goodyear - GMAC - Diario El Metropolitano - Covalco - Full Ekipo   |
| 28  | Ramón Ibarra           | Luis Arias          | Nissan Sentra II     | Santiago      | Drive - Nissan Cidef - Diario El Mercurio - Ramón Ibarra Karts                   |
| 29  | Vittorio Bertero       | Sebastián Vera      | Ford Escort          | Isla de Maipo | Mobil                                                                            |
| 30  | Raul Reyes             | Alejandra Muñoz     | Hyundai Elantra      | Santiago      | Hyundai Automotores Gildemeister                                                 |
| 32  | Horacio Torres         | Berina Salvadores   | Renault Clio II      | Santiago      |                                                                                  |
| 33  | Carlos Prieto          | Guillermo Guzmán    | Honda Civic DX       | Puerto Montt  | Honda Tecfin - Silencar                                                          |
| 34  | Rafael Lepe            | Eugenio Carvallo    | Hyundai Elantra      | San Felipe    | Frutos del Maipo - Sopraval                                                      |
| 35  | Guillermo Cerenic      | Carlos Peña y Lillo | Nissan Almera        | Coquimbo      | 188 Telefónica Mundo - Nissan Cidef - Cabañas Cocodrilo's - Bosch                |
| 37  | Alberto Pirola         | Claudio Torres      | Chevrolet Corsa      | San Felipe    | Davis Autos - Goodyear - GMAC - Diario El Metropolitano - Covalco - Full Ekipo   |
| 38  | Jorge Soto             | Carlos Maldonado    | Nissan V16           | Puerto Montt  |                                                                                  |
| 46  | Claudio Moya           | Adrian Aqueveque    | Nissan V16           | Santiago      |                                                                                  |
| 48  | Marcelo Sánchez        | Gustavo González    | Suzuki Swift         | Santiago      | Interesa - Autonuevo.cl - Urrutia y Cia.                                         |

## Calendario y ganadores
| 1.      | 26-28 May | Viña del Mar | José Antonio Celsi | Luis Ignacio Rosselot | Bandera de ? | [ 2 ] |
| 2.      | 23-25 Jun | Concepción   | Rolando Biénzobas  | Luis Ignacio Rosselot | --           |       |
| 3.      | 20-22 Jul | La Serena    | José Antonio Celsi | Luis Ignacio Rosselot | --           |       |
| 4.      | 17-19 Ago | San Felipe   | José Antonio Celsi | Gerardo Rosselot      | [ 3 ]        |       |
| 5.      | 28-30 Sep | Temuco       | Ronald Küpfer      | Luis Ignacio Rosselot | --           |       |
| 6.      | 27-29 Oct | Puerto Montt | Dino Innocenti     | Luis Ignacio Rosselot | [ 4 ]        |       |
| 7.      | 15-17 Dic | Santiago     | Rolando Biénzobas  | Luis Ignacio Rosselot | [ 5 ]        |       |
| Fuentes |           |              |                    |                       |              |       |